# Farmers
Farmers – jednostka osadnicza w Stanach Zjednoczonych, w stanie Kentucky, w hrabstwie Rowan.